# Суини, Эрик
Э́рик Э́двин Суи́ни (англ. Eric Edwin Sweeney; 3 октября 1903 — октябрь 1968) — английский футболист, выступавший на позиции нападающего.

## Футбольная карьера
Уроженец Беркенхеда, Эрик начал карьеру в клубе «Манчестер Юнайтед», подписав с командой любительский контракт в апреле 1925 года, а месяц спустя став профессиональным футболистом. Дебютировал в основном составе 13 февраля 1926 года в матче Первого дивизиона против «Лидс Юнайтед», отметившись в этой игре забитым мячом. Выступал за команду на протяжении пяти сезонов, сыграв в общей сложности 32 матча и забив 7 мячей.
В июне 1930 года перешёл в «Чарльтон Атлетик». Провёл в команде один сезон, после чего играл за клубы «Кру Александра» (27 матчей, 13 голов) и «Карлайл Юнайтед» (27 матчей, 3 гола).